# Silviu Lung (calciatore 1989)
Silviu Lung, noto anche come Silviu Lung Jr. ([ˈsilvju luŋɡ]; Craiova, 4 giugno 1989), è un calciatore rumeno, portiere dell'U Craiova.

## Biografia
Figlio d'arte di Silviu Lung, anch'esso portiere che giocò con la nazionale rumena ad Euro '84 e ad Italia '90. Anche suo fratello maggiore Tiberiu è stato un portiere.

## Carriera

### Nazionale
Viene convocato per gli Europei 2016 in Francia.

## Palmarès

### Club
- Coppa di Romania: 1

Astra Giurgiu: 2013-2014
- Supercoppa di Romania: 2

Astra Giurgiu: 2014, 2016
- Campionato rumeno: 1

Astra Giurgiu: 2015-2016

### Individuale
- Miglior portiere del campionato rumeno: 1

2016-2017